# Un homme en colère (film, 2021)
Pour les articles homonymes, voir Un homme en colère.
Pour plus de détails, voir Fiche technique et Distribution.
Un homme en colère ou La Furie d'un homme au Québec (Wrath of Man) est un thriller d'action américano-britannique coécrit et réalisé par Guy Ritchie et sorti en 2021. Il s'agit d'un remake du film français Le Convoyeur de Nicolas Boukhrief sorti en 2004.
Le film se déroule à Los Angeles, où le Britannique Patrick Hill se fait embaucher au sein de l'entreprise de transport de fonds Fortico, qui vient d'être frappée par une tragédie après le décès de deux employés lors d'un braquage. Patrick fait équipe avec le rugueux Bullet, qui décide de le surnommer « H ». Très mystérieux, Patrick va vite surprendre ses collègues par ses incroyables aptitudes.
Le film reçoit de bonnes critiques et réalise de bonnes performances au box-office, malgré la pandémie de Covid-19 affectant les cinémas.

## Synopsis
À Los Angeles, un camion blindé est attaqué. Durant le braquage, quatre personnes, dont deux passants, se font tirer dessus, ce qui déclenche une série d'événements racontés en quatre actes.

### Chapitre 1: Une âme sombre
Patrick Hill commence à travailler chez Fortico Security, une entreprise de camions blindés. Après avoir été félicité par le supérieur Terry pour ses références, il est présenté à "Bullet", qui le surnomme « H » et supervise sa formation. H prend un départ difficile avec ses collègues, en particulier "Boy Sweat Dave", à cause de sa nature mystérieuse. "Bullet" est pris en otage lors d'un largage et les ravisseurs réclament les 2 millions de dollars dans leur camion. Lorsque "H" et Dave rencontrent les ravisseurs, H les élimine facilement avec un savoir-faire expert. La direction, impressionné par le sang froid de leur nouvel employé, décide de donner une promotion à H, qui est considéré comme un héros. Pourtant, H est en lien avec des agents du FBI, inquiets qu'il travaille chez Fortico.
Trois mois plus tard, le camion de H est à nouveau attaqué. Cette fois, lorsque H sort du camion inondé de gaz lacrymogène, les voleurs se retirent, ce qui renforce la réputation de H. Pourtant, Bullett a constaté que les braqueurs et H semblent se connaitre. Plus tard, H passe la nuit avec sa collègue Dana Curtis et la tient sous la menace d'une arme à feu pour l'interroger dans une cachette privée. Elle prétend qu'elle a volé de l'argent une fois dans un magasin d'alcools pour son épargne-retraite, mais insiste sur le fait que c'était la seule fois. H l'épargne, mais la menace de représailles s'il apprend qu'elle détient de plus amples informations.

### Chapitre 2: Terre brûlée
Cinq mois plus tôt, H, sorti avec son fils Dougie, accepte à contrecœur un appel de complices lui demandant de l'aider à reconnaître un camion blindé pour un braquage. H s'arrête de l'autre côté du pont depuis le dépôt de camions blindés et demande à Dougie d'attendre dans la voiture pendant qu'il se rend à un restaurant pour camionneurs près du dépôt. Il appelle pour révéler l'emplacement du camion, mais alors que le camion passe sous le pont, il est attaqué par un autre groupe de voleurs déguisés en ouvriers du bâtiment sur un chantier routier, qui tuent les gardes ainsi que Dougie pour avoir été témoins. Lorsque H court vers eux, il est également abattu, mais survit.
H se révèle alors être Hargreaves, le patron d'un syndicat du crime ; les membres du syndicat étaient les hommes qui ont commis la deuxième attaque contre le camion de H. Après que la mère de Dougie a tenu H pour responsable de la mort de Dougie et qu'elle est partie, H demande à trouver les hommes responsables. Après avoir épuisé une liste de suspects et trouvé aucune piste possible, l'associé de Hargreaves suggère que le vol était un travail de l'intérieur. H dit qu'il retournera à Londres pour se vider l'esprit, mais arrange en fait un contact local, Kirsty, pour lui fournir la fausse identité de Patrick Hill, ainsi que le rapport d'autopsie de la mort de Dougie. Il a un contact avec King, un agent du FBI, dont il obtient un blanc-seing pour se venger à condition de livrer ou tuer le gang des braqueurs du chantier routier.

### Chapitre 3: Méchants molosses
Ceux-ci s'avèrent être un ancien peloton de militaires, commandé par l'ex-sergent Jackson, dont un ex-soldat nommé Jan qui a tué les gardes et Dougie. Luttant pour joindre les deux bouts, le groupe décide de commencer à voler de l'argent dans des braquages de plus en plus ambitieux planifiés en détail par Jackson et Tom, tout en maintenant la façade d'une vie normale avec leurs familles, à l'exception de Jan. Ils tentent d'abord de voler un homme riche dont leur camarade ex-soldat Carlos est agent de sécurité, mais n'arrivent qu'avec quelques centaines de milliers de dollars. Ils décident alors d'utiliser des contacts dans des entreprises de camions blindés pour voler des millions de dollars. Lorsqu'ils font le casse Fortico, Jan tue les gardes et Dougie  contre la volonté du reste de l'équipe, et blesse très gravement H (alors qu'un autre membre de l'équipe était censé le blesser aux jambes).
Quelques mois plus tard, Jackson et Tom réunissent l'équipe pour un vol final beaucoup plus important et plus risqué, pour voler plus de 150 millions de dollars au dépôt de Fortico le Black Friday.

### Chapitre 4: Foie, poumons, rate et cœur
C'est le jour du Black Friday, Fortico a de nombreux transferts d'argent à effectuer. H et Bullet sont à leur habitude dans le même camion de transport de fonds lorsque Bullet révèle qu'il est l'infiltré des voleurs et demande à H de coopérer pour éviter la mort. Les voleurs, vêtus d'une armure complète, se cachent dans leur camion pour accéder au dépôt et commencent à prendre des otages, dont Terry et Dave. Un employé déclenche l'alarme et les armuriers commencent à tirer sur les voleurs, mais sont finalement éliminés. H étouffe Carlos et prend son gilet pare-balles pour riposter, inspirant Dave à faire de même pendant que Terry se cache. Réalisant qu'ils pourraient ne pas s'en sortir, Bullet brise sa couverture et tue Dave, Dana et les gardes restants et tire sur H. Bullet, Jackson et Jan sont les seuls à sortir du dépôt, bien que Jackson soit grièvement blessé. Ils échappent à la police et se rendent dans un garage où ils ont accès à des tunnels qu'ils avaient préalablement repérés. Pensant que Jan va essayer de les tuer, Jackson sort un pistolet, mais Jan l'arrête et lui tranche la gorge. Lorsque Jan et Bullet arrivent au bout du tunnel, Bullet sort une arme pour essayer de tuer Jan, mais ce dernier le devance et le tue. Jan réussit à récupérer tout l'argent avant que la police ne puisse déduire ce qu'il s'est passé.
De retour dans son appartement, Jan trouve un téléphone qui sonne dans l'un des sacs d'argent, caché là par H pour suivre sa position. H fait lire à Jan l'autopsie de Dougie, avant de lui tirer dessus successivement aux mêmes endroits où il avait touché Dougie, le tuant finalement. H laisse les sacs d'argent à King et part avec l'un de ses associés.

## Fiche technique
Sauf indication contraire, les informations mentionnées dans cette section peuvent être confirmées par la base de données cinématographiques IMDb,  présente dans la section « Liens externes ».
- Titre original : Wrath of Man
- Titre français : Un homme en colère
- Titre québécois : La Furie d'un homme
- Réalisation : Guy Ritchie
- Scénario : Guy Ritchie, Ivan Atkinson et Marn Davies, d'après le scénario original de Nicolas Boukhrief et Éric Besnard
- Musique : Christopher Benstead
- Direction artistique : Nick Blanche
- Décors : Martyn John
- Costumes : Stephanie Collie
- Photographie : Alan Stewart
- Montage : James Herbert
- Production : Ivan Atkinson et Bill Block
- Sociétés de production : Metro-Goldwyn-Mayer et Miramax
- Sociétés de distribution : United Artists Releasing (États-Unis), VVS Films (Canada), Lionsgate (Royaume-Uni), Metropolitan Filmexport (France)
- Budget : 40 000 000 $
- Pays de production :  États-Unis,  Royaume-Uni
- Langue originale : anglais
- Format : couleur — 2,39:1
- Genre : action, thriller, film de casse
- Durée : 119 minutes
- Dates de sortie[3] :
  - États-Unis, Canada : 7 mai 2021
  - France : 16 juin 2021
  - Royaume-Uni : 23 juillet 2021
- Classification :
  - États-Unis : R - Restricted (interdit aux moins de 17 ans non accompagné d'un adulte)
  - France : interdit aux moins de 12 ans

## Distribution
- Jason Statham (VF : Boris Rehlinger ; VQ : Sylvain Hétu) : Patrick « H » Hill
- Holt McCallany (VF : Éric Herson-Macarel ; VQ : Louis-Philippe Dandenault) : Haiden « Bullet » Blaire
- Josh Hartnett (VF : Damien Boisseau ; VQ : Martin Watier) : « Boy Sweat » Dave Hancock
- Niamh Algar (VF : Olivia Luccioni ; VQ : Véronique Marchand) : Dana Curtis
- Eddie Marsan (VF : Gérard Darier ; VQ : Frédéric Desager) : Terry Rossi
- Rob Delaney (VF : Emmanuel Curtil ; VQ : Jean-François Blanchard) : Blake Halls
- Jeffrey Donovan (VF : Pascal Germain ; VQ : Jean-François Beaupré) : le sergent Jackson
- Scott Eastwood (VF : Valentin Merlet ; VQ : Nicolas Charbonneaux-Collombet) : Jan
- Post Malone[4] (VF : Jérémie Bédrune ; VQ : Nicholas Savard L'Herbier) : le voleur no 6
- Chris Reilly (en) (VF : Laurent Maurel ; VQ : Frédérik Zacharek) : Tom
- Laz Alonso (VF : Rody Benghezala ; VQ : Patrick Chouinard) : Carlos
- Raúl Castillo (VF : Vincent Ropion ; VQ : Hugolin Chevrette) : Sam
- DeObia Oparei (VF : Frantz Confiac ; VQ : Didier Lucien) : Brad
- Darrell D'Silva (en) (VF : Frédéric Souterelle ; VQ : Jacques Lavallée) : Mike
- Cameron Jack (VF : Olivier Cordina ; VQ : Normand D'Amour) : Brendan
- Babs Olusanmokun (VF : Namakan Koné ; VQ : Thiéry Dubé) : Moggy
- Andy García (VF : Bernard Gabay ; VQ : Jean-Luc Montminy) : l'agent King
- Josh Cowdery (en) (VQ : Alexis Lefebvre) : l'agent du FBI Hubbard
- Jason Wong (en) : l'agent du FBI Okey
- Alex Ferns (en) (VF : Jérémy Prévost ; VQ : Olivier Visentin) : John
- Rocci Williams : Hollow Bob
- Lyne Renée : Kirsty
- Eli Brown : Dougie, le fils de « H »
- Eve Macklin : Jane, l'ex femme de « H »
- Tadhg Murphy : Shirley
- Montana Manning : Anna
- Thomas Dominique (VF : Bruno Henry ; VQ : Pierre-Étienne Rouillard) : Jerome

 Source et légende : version française (VF) sur RS Doublage

## Production

### Genèse et développement
Peu de temps après la sortie en 2004 du film français Le Convoyeur de Nicolas Boukhrief, un remake américain est annoncé.
Le projet sera évoqué pendant plusieurs années avec plusieurs réalisateurs, comme F. Gary Gray puis Josef Wladyka (es). Ce dernier envisageait une femme comme personnage principal et le nom de Sandra Bullock sera un temps évoqué.
En octobre 2019, il est annoncé que Guy Ritchie a coécrit le scénario du film et qu'il va lui-même le réaliser, avec Jason Statham dans le rôle principal.
Initialement titré Cash Truck — titre anglais choisi pour Le Convoyeur —, le film est rebaptisé Wrath of Man en septembre 2020.

### Attribution des rôles
En octobre 2019, Jason Statham est annoncé dans le rôle principal qui reprend celui d'Albert Dupontel dans le film original. Statham et Ritchie travaillent ainsi à nouveau ensemble après Arnaques, Crimes et Botanique (1998), Snatch : Tu braques ou tu raques (2000) et Revolver (2005). Il se retrouveront en 2023 pour Operation Fortune: Ruse de guerre.
Holt McCallany rejoint le film quelques jours plus tard. Le projet est lancé avant même la sortie en salles du précédent film du réalisateur, The Gentlemen, également produit par Miramax.
La distribution se complète ensuite avec les arrivées de Scott Eastwood, Jeffrey Donovan, Laz Alonso, Josh Hartnett et Niamh Algar, alors que la Metro-Goldwyn-Mayer acquiert les droits de distribution nord-américains du film,.
En janvier 2020, Raúl Castillo rejoint la distribution.

### Tournage
Le tournage débute en novembre 2019 au Royaume-Uni. Il a ensuite lieu à Los Angeles.
Contrairement aux normes sur ce genre de film, Guy Ritchie n'a pas voulu faire de répétitions des scènes de combat : « Nous voulions que le film reste viscéral et réaliste en ce qui concerne le déroulement de l’action et la façon dont les gens se battent. Il ne fallait pas le transformer en une vision imaginaire chorégraphiée à outrance. »

## Sortie et accueil

### Dates de sortie
Le film devait initialement sortir en 2020, puis le 15 janvier 2021 aux États-Unis. En raison de la pandémie de Covid-19, la sortie est repoussée au 23 avril 2021,. En mars 2021, la sortie est à nouveau décalée au 7 mai 2021. Avant les États-Unis, le film sort d'abord dans quelques pays comme la Russie, l'Ukraine ou l'Australie.

### Critique
Sur l’agrégateur de critiques Rotten Tomatoes, il obtient 67% d'avis favorables pour 257 critiques et une note moyenne de 6,3⁄10. Le consensus suivant résume les critiques compilées par le site : « Luttant juste assez avec les enjeux de son intrigue mince, Wrath of Man voit Guy Ritchie et Jason Statham se réunir pour une balade amusante et pleine d'action ». Sur Metacritic, qui utilise une moyenne pondérée, le film obtient une note de 57⁄100 pour 38 critiques.
Sur le site AlloCiné, qui recense 14 critiques de presse, le film obtient la note moyenne de 3⁄5
.

### Box-office
Le film obtient de bons résultats au box-office américain malgré la fermeture de nombreuses salles en raison de la pandémie de Covid-19. Pour son premier week-end d'exploitation, il prend la tête du box-office américain avec 8 millions de dollars récoltés (un chiffre assez positif en raison de la crise sanitaire et de la réouverture progressive des cinémas). Au même moment, le film totalise déjà 25 millions de dollars dans le monde, pour un budget de 40 millions (sans frais de promotion).
À la mi-juillet, le film cumule près de 104 millions de dollars, un chiffre peu élevé mais satisfaisant pour un film sorti en pleine pandémie, et avec un budget de 40 millions de dollars.
| Pays ou région        | Box-office      | Date d'arrêt du box-office | Nombre de semaines |
| --------------------- | --------------- | -------------------------- | ------------------ |
| États-Unis Canada     | 27 466 489 $    | 29 juillet 2021            | 12                 |
| France                | 448 116 entrées | 3 août 2021                | 9                  |
| Total hors États-Unis | 76 500 000 $    | -                          | -                  |
| Total mondial         | 103 966 489 $   | -                          | -                  |